# Academia Alpine
La Academia Alpine, oficialmente Alpine Academy, anteriormente conocida como Programa de Pilotos RF1, Desarrollo de Pilotos Renault y Academia de Renault Sport, es un programa  creado por Renault en el año 2002 para apoyar a pilotos en sus categorías de carreras.
En 2011, el programa pasó a llamarse Academia LRGP, luego de cambiar el nombre del equipo a «Lotus Renault GP».
En 2012, pasó a llamarse Programa Profesional iRace de Lotus F1 Team y entre 2013 y 2015, pasó a llamarse Equipo Júnior de Lotus F1.
En 2021 el programa fue renombrado como Academia Alpine tras la incorporación de Alpine F1 Team.

## Lista de pilotos

### Miembros
| Piloto              | Desde | Categoría reciente                                  | Títulos |
| ------------------- | ----- | --------------------------------------------------- | ------- |
| Gabriele Minì       | 2023- | Campeonato de Fórmula 2 de la FIA                   | ninguno |
| Kush Maini          | 2023- | Campeonato de Fórmula 2 de la FIA                   | ninguno |
| Nicola Lacorte      | 2023- | Campeonato de Fórmula 3 de la FIA                   | ninguno |
| Kabir Anurag        | 2024- | Campeonato de Italia de Fórmula 4 Campeonato Euro 4 | ninguno |
| Nina Gademan        | 2025- | Fórmula Winter Series F1 Academy                    | ninguno |
| Ilie Tristan Crisan | 2025- | Karting (OKJ)                                       | ninguno |
| Sukhmani Kaur Khera | 2025- | Campeonato Británico de Karting                     | ninguno |
| Fuentes:            |       |                                                     |         |

### Exmiembros

#### Renault / Lotus Renault GP / Alpine
| Pilotos             | Años                 | Campeonatos disputados |
| ------------------- | -------------------- | --- |
| Anthoine Hubert     | 2019                 | Campeonato de Fórmula 2 de la FIA |
| Jack Aitken         | 2016-2019            | GP3 Series (2016-2017) Campeonato de Fórmula 2 de la FIA (2018) |
| Fabio Carbone       | 2002                 | Fórmula 3 Británica (2002) |
| Jan Charouz         | 2010-2011            | Fórmula Renault 3.5 (2010-2011) Auto GP (2011) |
| Dani Clos           | 2007                 | Fórmula 3 Euroseries (2007) |
| Jérôme d'Ambrosio   | 2004, 2010           | Eurocopa de Fórmula Renault 2.0 (2004) Copa de Europa Occidental de Fórmula Renault 2.0 (2004) GP2 Series (2010)                                                                                       |
| Louis Delétraz      | 2016                 | GP2 Series (2016) Fórmula V8 3.5 (2016) |
| Lucas Di Grassi     | 2005-2007            | Fórmula 3 Euroseries (2005) GP2 Series (2006-2007) |
| Loïc Duval          | 2004-2005            | Fórmula 3 Euroseries (2004-2005) |
| Fairuz Fauzy        | 2011                 | GP2 Series (2011) |
| Sacha Fenestraz     | 2017-2018            | Eurocopa de Fórmula Renault (2017) Campeonato Europeo de Fórmula 3 de la FIA (2018) GP3 Series (2018)                                                                                                  |
| Marta García        | 2017                 | Campeonato de España de F4 (2017) SMP Fórmula 4 (2017) |
| Ben Hanley          | 2006-2008            | Fórmula Renault 3.5 (2006-2007) GP2 Series (2008) |
| Kevin Jörg          | 2016                 | GP3 Series (2016) |
| Robert Kubica       | 2002                 | Fórmula Renault Italiana (2002) |
| José María López    | 2003-2006            | Eurocopa de Fórmula Renault V6 (2003) Fórmula 3000 Internacional (2004) GP2 Series (2005-2006) |
| Pastor Maldonado    | 2004-2005            | Fórmula Renault Italiana (2004) Eurocopa de Fórmula Renault 2.0 (2004) Fórmula Renault 3.5 (2005) |
| Tiago Monteiro      | 2002                 | Campeonato de Francia de Fórmula 3 (2002) Fórmula 3000 Internacional (2002) |
| Jarno Opmeer        | 2017                 | Eurocopa de Fórmula Renault 2.0 (2017) |
| Nelson Panciatici   | 2007                 | Eurocopa de Fórmula Renault 2.0 (2007) Copa de Europa Occidental de Fórmula Renault 2.0 (2007) |
| Charles Pic         | 2009                 | Formula Renault 3.5 (2009) |
| Arthur Rougier      | 2018                 | Eurocopa de Fórmula Renault (2018) |
| Oliver Rowland      | 2016                 | GP2 Series (2016) |
| Eric Salignon       | 2002-2003            | Eurocopa de Fórmula Renault 2.0 (2002) Copa de Europa Occidental de Fórmula Renault 2.0 (2002) Fórmula 3 Británica (2003)                                                                              |
| Ho-Pin Tung         | 2010-2011            | GP2 Series (2010) Superleague Fórmula (2011) |
| Davide Valsecchi    | 2009                 | GP2 Series (2009) |
| Carlo van Dam       | 2002                 | Campeonato Mundial de Fórmula Super A (2002) |
| Giedo van der Garde | 2004                 | Fórmula 3 Euroseries (2004) |
| Danny Watts         | 2003                 | Fórmula 3 Británica (2003) |
| Sun Yueyang         | 2016-2018            | Karting (2016) Eurocopa de Fórmula Renault (2017) Copa de Europa del Norte de Fórmula Renault 2.0 (2017) BRDC Fórmula 3 (2018)                                                                         |
| Max Fewtrell        | 2017-2020            | Eurocopa de Fórmula Renault (2017-2018) Copa de Europa del Norte de Fórmula Renault (2017-2018) Campeonato de Fórmula 3 de la FIA (2019-2020)                                                          |
| Ye Yifei            | 2019                 | Campeonato de Fórmula 3 de la FIA (2019) |
| Leonardo Lorandi    | 2019                 | Eurocopa de Fórmula Renault (2019) |
| Christian Lundgaard | 2017-2021            | SMP Fórmula 4 (2017) Campeonato de España de F4 (2017) Eurocopa de Fórmula Renault (2018) Campeonato de Fórmula 3 de la FIA (2019) Campeonato de Fórmula 2 de la FIA (2020-2021) IndyCar Series (2021) |
| Guanyu Zhou         | 2019-2021            | Campeonato de Fórmula 2 de la FIA (2019-2021) Campeonato Asiático de F3 (2021) |
| Caio Collet         | 2019-2022            | Eurocopa de Fórmula Renault (2019-2020) Campeonato de Fórmula 3 de la FIA (2021-2022) |
| Oscar Piastri       | 2020-2021            | Campeonato de Fórmula 3 de la FIA (2020) Campeonato de Fórmula 2 de la FIA (2021) |
| Hadrien David       | 2020, 2022           | Eurocopa de Fórmula Renault (2020) Campeonato de Fórmula Regional Europea (2022) |
| Olli Caldwell       | 2022                 | Campeonato de Fórmula 2 de la FIA (2022) |
| Aiden Neate         | 2023                 | Campeonato de Fórmula Regional de Medio Oriente (2023) Campeonato de F4 Británica (2023) |
| Matheus Ferreira    | 2022-2023            | Campeonato de Italia de Fórmula 4 (2023) Campeonato Brasileño de Fórmula 4 (2023) |
| Kean Nakamura-Berta | 2022-2024            | Karting (2022-2023) Campeonato de EAU de Fórmula 4 (2024) Campeonato de Italia de Fórmula 4 (2024) Campeonato Euro 4 (2024)                                                                            |
| Abbi Pulling        | 2022-2024            | W Series (2022) F1 Academy (2023-2024) Campeonato de F4 Británica (2024) |
| Nikola Tsolov       | 2022-2024            | Campeonato de España de F4 (2022) Campeonato de Fórmula Regional de Medio Oriente (2023) Campeonato de Fórmula 3 de la FIA (2023-2024) Eurocup-3 (2023-2024)                                           |
| Victor Martins      | 2018-2019, 2021-2024 | Campeonato de Fórmula 3 de la FIA (2021-2022) Campeonato de Fórmula 2 de la FIA (2023-2024) |
| Sophia Flörsch      | 2023-                | Campeonato de Fórmula 3 de la FIA (2023-2024) |

- Los campeonatos señalados en negrita indican que el piloto se coronó campeón.

#### Lotus (2012-2015)
| Piloto             | Años            | Títulos |
| ------------------ | --------------- | --- |
| Alexander Albon    | 2013-2015       | Eurocopa de Fórmula Renault 2.0 (2013-2014) Copa de Europa del Norte de Fórmula Renault 2.0 (2013-2014)                                                                                                 |
| Dorian Boccolacci  | 2012-2015       | Karting (2012-2013) Campeonato Francés de F4 (2014) Campeonato Europeo de Fórmula 3 de la FIA (2015) |
| Juan Manuel Correa | 2014-2015       | Karting (2014) |
| Alex Fontana       | 2015            | Fórmula E (2014-15) Fórmula Renault 3.5 (2015) GP3 Series (2015) |
| Kevin Korjus       | 2012            | Fórmula Renault 3.5 Series (2012) |
| Callan O'Keeffe    | 2014            | Eurocopa de Fórmula Renault 2.0 (2014) Copa de Europa del Norte de Fórmula Renault 2.0 (2014) |
| Marco Sørensen     | 2009, 2013-2015 | Eurocopa de Fórmula Renault 2.0 (2009) Copa de Europa del Norte de Fórmula Renault 2.0 (2009) Fórmula Renault 3.5 (2013-2014) GP2 Series (2014–2015) Campeonato Mundial de Resistencia de la FIA (2015) |
| Richie Stanaway    | 2012            | Fórmula Renault 3.5 (2012) |
| Marlon Stöckinger  | 2013-2015       | Fórmula Renault 3.5 (2013-2015) GP2 Series (2015) |
| Matthieu Vaxivière | 2015            | Fórmula Renault 2.0 Alpes (2015) Fórmula Renault 3.5 Series (2015) |

## Graduados a Fórmula 1
| Piloto            | Dentro de la academia | Dentro de la academia                                                           | Renault/Lotus/Alpine | Otros equipos F1                                                           |
| Piloto            | Años                  | Categorías                                                                      | Renault/Lotus/Alpine | Otros equipos F1                                                           |
| ----------------- | --------------------- | ------------------------------------------------------------------------------- | -------------------- | -------------------------------------------------------------------------- |
| Heikki Kovalainen | 2002-2005             | Fórmula 3 Británica (2002) World Series by Nissan (2003-2004) GP2 Series (2005) | 2007                 | McLaren (2008-2009) Team Lotus (2010-2011) Caterham (2012) Lotus F1 (2013) |
| Romain Grosjean   | 2006-2009             | Fórmula 3 Euroseries (2006-2007) GP2 Asia Series (2008) GP2 Series (2008-2009)  | 2009, 2012-2015      | Haas (2016-2020)                                                           |
| Jack Doohan       | 2022-                 | Campeonato de Fórmula 2 de la FIA (2022-2023)                                   | 2024-2025            | —                                                                          |

- Los campeonatos señalados en negrita indican que el piloto se coronó campeón.